# Saint-Germain (Meurthe e Mosella)
Saint-Germain è un comune francese di 155 abitanti situato nel dipartimento della Meurthe e Mosella nella regione del Grand Est.

## Società

### Evoluzione demografica
Abitanti censiti